# Потапов, Николай Сергеевич (боксёр)
Николай Сергеевич Потапов (род. 12 января 1990, Подольск, РСФСР, СССР) — российский боксёр-профессионал, выступающий в легчайшей весовой категории.

## Профессиональная карьера
Николай дебютировал в марте 2010 года во втором наилегчайшем весе. Соперником Николая был украинский боксёр Владислав Зубков. В 3 раунде,  Зубков  оказался в тяжелейшем нокауте, в течение 7 минут медицинская бригада приводила его в чувство. Второй бой Николай провел на Красной площади и победил нокаутом во 2 раунде. В 3 бою Потапов нокаутировал Р. Мухмадьярова.  Известный промоутер Хрюнов В. В., заинтересовавшись молодым проспектом, предложил Потапову бой с азербайджанцем Р. Агаевым, в андеркарте боя А. Поветкин – Т. Орух. В 1 раунде Николай трижды послал противника на настил ринга и одержал четвертую победу нокаутом. В 8 бою эффектно нокаутировав бразильца Roberto Santos de Jesus, Потапов вышел на титульный бой за звание чемпиона СНГ с казахстанцем Ж. Жетписбаевым и выиграл все 10 раундов, завоевав первый титул.
Сменив промоутера, карьера Потапова вышла на новый уровень. Павел Попов, подбирая боксеров мирового класса, быстро вывел Потапова на вершину  профессионального  бокса. Поочередно победив испанца, танзанийца, мексиканца и  филиппинца Jason Canoy Manigos, Николай вошел в топ-15 мировых боксерских организаций WBА, IBF и WBO. А в boxrec поднялся на 7 позицию, попав в поле зрения американского промоутера 
Dmitriy Salita

#### Бой с Стэфоном Янгом
15 апреля 2016 года в бою за вакантный пояс чемпиона по версии WBA-NABA свёл в ничью бой против Стэфона Янга и не смог завоевать титул.

#### Бой с Антонио Ньевесом
10 марта 2017 года в бою за пояс чемпиона по версии WBO-NABO победил раздельным решением судей Антонио Ньевеса и отобрал титул.

## Статистика боёв
В таблице перечислены результаты всех поединков боксёров.
В каждой строке указан результат поединка. Дополнительно номер поединка обозначен цветом, который обозначает итог поединка. Расшифровка обозначений и цветов представлена в нижеследующей таблице.
| Пример | Расшифровка                     |
| ------ | ------------------------------- |
|        | Победа                          |
|        | Ничья                           |
|        | Поражение                       |
|        | Планируемый поединок            |
|        | Поединок признан несостоявшимся |
| КО     | Нокаут                          |
| ТКО    | Технический нокаут              |
| PTS    | Решение судей (по очкам)        |
| UD     | Единогласное решение судей      |
| MD     | Решение большинства судей       |
| SD     | Раздельное решение судей        |
| RTD    | Отказ от продолжения боя        |
| DQ     | Дисквалификация                 |
| NC     | Поединок признан несостоявшимся |

| Бой | Дата            | Соперник                     | Место проведения                                | Результат        | Примечание                                                                                                   |
| --- | --------------- | ---------------------------- | ----------------------------------------------- | ---------------- | --- |
| 19  | 14 октября 2017 | Омар Андрес Наваэс (46-2-2)  | Обрас Санитариас, Буэнос-Айрес, Аргентина       | RTD 8 (10)       | |
| 18  | 10 марта 2017   | Антонио Ньевес (17-0-2)      | MGM Grand Detroit, Детройт, США                 | SD (10)          | Завоевал титул чемпиона по версии WBO-NABO в легчайшем весе (2-я защита Ньевеса). Счёт: 96-94, 94-96, 96-94. |
| 17  | 15 декабря 2016 | Александр Салтыков (10-38-3) | Ресторан Qin Shi Huang, Санкт-Петербург, Россия | TKO 4 (10), 2:39 | |
| Бой | Дата            | Соперник                     | Место проведения                                | Результат        | Примечание                                                                                                   |

## Спортивные достижения

### Профессиональные региональные
- 2017—н. в.  Чемпион Северной Америки по версии WBO-NABO.